# Mohamed Adel
Mohamed Adel (sinh ngày 11 tháng 9 năm 1992) là một hậu vệ bóng đá người Ai Cập. Năm 2013, anh từng thi đấu cho El Ittihad Alexandria. Anh được chọn vào đội một mùa giải 2015–16.